# Jens Dethloff
Jens Dethloff (* 8. Februar 1982 in Bützow) ist ein deutscher ehemaliger Handballspieler und Handballtrainer. Der Rechtshänder spielte auf der Kreismitte-Position.
Dethloff stieß über die Vereine TSV Bützow 1952, Schwaaner SV sowie die B- und A-Jugend des HC Empor Rostock im Jahr 2001 zum Kader der 1. Männermannschaft des HC Empor, der in der 2. Bundesliga spielte. In der Saison 2002/2003 besaß er ein Doppelspielrecht für die damalige Regionalligamannschaft des TSV Bützow. Im Mai 2025 wurde sein Vertrag mit dem Verein aus Rostock bis zum Ende der Saison 2025/2016 verlängert. Nach der Spielzeit beendete Dethloff seine aktive Karriere.
2007 wählten ihn die Fans der 1. Männermannschaft des HC Empor auf einer Internetseite zum Spieler der Saison 2006/2007.
Im November 2011 wurde er beim HC Empor Rostock zusammen mit Michal Brůna zum Interimstrainer berufen, auch 2014 übernahm er kurzzeitig das Training des Teams. Ab März 2014 war er bei Empor als sportlicher Leiter angestellt.

## Belege
1. ↑  www.focus.de, „Kapitän Jens Dethloff verlängert beim HC Empor Rostock“, 9. Mai 2025, abgerufen am 23. Februar 2024
2. ↑  www.nnn.de, „Emotionaler Abschied bei Empor“, 5. Juni 2016, abgerufen am 23. Februar 2024
3. ↑  Ostsee-Zeitung, 19. November 2011
4. ↑  www.lohro.de, „Empor feuert den Trainer“, 13. September 2014, abgerufen am 23. Februar 2024
5. ↑  www.nnn.de, „Dienstantritt für Jens Dethloff“, 4. März 2014, abgerufen am 23. Februar 2024

| Personendaten    | Personendaten                                 |
| ---------------- | --------------------------------------------- |
| NAME             | Dethloff, Jens                                |
| KURZBESCHREIBUNG | deutscher Handballspieler und Handballtrainer |
| GEBURTSDATUM     | 8. Februar 1982                               |
| GEBURTSORT       | Bützow                                        |